# It's My Life (chanson de Talk Talk)
Pour les articles homonymes, voir It's My Life.
Singles de Talk Talk
My Foolish Friend
(1983) Such a Shame
(1984)
It's My Life est une chanson du groupe Talk Talk, écrite par Mark Hollis et par le producteur, claviériste et guitariste, Tim Friese-Greene. La chanson est sortie en single en Décembre 1983 afin de promouvoir la parution de l'album du même titre, It's My Life deux mois après.
La chanson deviendra l'une des plus populaires du groupe, atteignant notamment la 7e place en Italie, et rentrant dans le Top 40 de nombreux pays (dont les États-Unis, où elle devient même no 1 dans le Billboard Hot Dance Club Play). Cependant, et paradoxalement, la chanson connaît un succès moindre (à l'instar de l'album lui-même) dans le pays d'origine du groupe, le Royaume-Uni, n'y atteignant que la 46e place. 
Cette chanson sera rééditée plusieurs fois, d'abord fin 1985 sans connaître le succès. Une deuxième réédition intervient en 1990, dans le but notamment de promouvoir la compilation Natural History: The Very Best of Talk Talk. Cette réédition sera redécouverte au Royaume-Uni, devenant cette fois-ci un tube, atteignant le no 13, surpassant ainsi de loin le modeste succès rencontré par la première sortie du single en 1984 dans ce pays. Ceci est sans doute dû au fait que les derniers albums de Talk Talk avaient rencontré un succès certain au Royaume-Uni, faisant du groupe une formation populaire.

## Face B
La face B de It's My Life est Does Caroline Know une chanson enregistrée en 1983 qui apparaîtra également sur l'album It's My Life. Elle a été écrite par Mark Hollis et Tim Friese-Greene. Elle sera jouée pendant les nombreux concerts de 1984 à 1986.
En Amérique du Nord, la face B du single est Again a Game... Again, qui sera la face B principale du single suivant, Such a Shame. Elle a été écrite par Mark Hollis.

## Vidéoclip
Le vidéoclip de It's My Life a été tourné à l'automne 1983 au Zoo de Londres. Il a été réalisé par Tim Pope, qui réalisera tous les vidéoclips du groupe jusqu'en 1988. On y voit majoritairement des extraits de documentaires animaliers. On y voit également Mark Hollis à plusieurs reprises dans ce même zoo, avec un ruban sur la bouche l'empêchant de parler. La vidéo est une sorte de réplique envers EMI, dénonçant leurs demandes de mimer les chansons. À la suite de cela et du succès rencontré par ce single aux États-Unis, EMI demanda au groupe de tourner une autre version (plus "classique" pour le marché américain), cette fois-ci en mimant les paroles. Dans cette deuxième version, d'autres membres du groupe apparaissent.

## Dans la culture
Sauf indication contraire ou complémentaire, les informations mentionnées dans cette section proviennent du générique de fin de l'œuvre audiovisuelle présentée ici.La chanson illustre de nombreuses œuvres audiovisuelles, parmi lesquelles :
2006 : Grand Theft Auto: Vice City Stories
- 2010 : Memory Lane - bande originale & musiques additionnelles

## Pistes
45 tours
| No | Titre                                      | Durée |
| -- | ------------------------------------------ | ----- |
| 1. | It's My Life (Hollis/Friese-Greene)        | 3:53  |
| 2. | Does Caroline Know? (Hollis/Friese-Greene) | 3:53  |

maxi 45 tours
| No | Titre                  | Durée |
| -- | ---------------------- | ----- |
| 1. | It's My Life (12" Mix) | 6:16  |
| 2. | Does Caroline Know     | 3:53  |
| 3. | It's My Life           | 3:53  |

- La pochette a été peinte par James Marsh.

## Classements
| Classement (1984–1985)                | Meilleure position |
| ------------------------------------- | ------------------ |
| Royaume-Uni (Official Charts Company) | 46                 |
| Allemagne (Media Control AG)          | 33                 |
| France (SNEP)                         | 25                 |
| Nouvelle-Zélande (RMNZ)               | 32                 |
| Pays-Bas (Single Top 100)             | 30                 |

| Classement (1990)                      | Meilleure position |
| -------------------------------------- | ------------------ |
| Belgique (Flandre Ultratop 50 Singles) | 44                 |
| Royaume-Uni (Official Charts Company)  | 13                 |

## Reprise
En 2003, le groupe No Doubt a publié une reprise du morceau dans leur compilation The Singles 1992–2003.